# 栗山镇
栗山镇，是中华人民共和国湖南省湘潭市湘乡市下辖的一个乡镇级行政单位。

## 行政区划
栗山镇下辖以下地区：
西山塘社区、西山村、新合村、黄金村、洪芙村、长冲村、九峰村、相思村、粮桔村、杨梅村、金银村、大顺村、双江村、栗山村、峡上村、峨嵋村、石桥村、大旗村、荆泉村、界头村、两家塘村、新丰村、永安村、白竹村和巴江村。